# 紀平凱成
紀平 凱成（きひら かいる、2001年4月2日 - ）は、日本のピアニスト。

## 来歴
福岡県福岡市に生まれる。名前の由来はイルカのように自由で、人を幸せにできる子に育ってほしいとの思いから。
2歳の頃に自閉症と診断された。絶対音感を持っており、幼少期よりテレビCMや携帯電話の着信音など、聞こえてくる音楽を耳コピして演奏できたほか、アレンジも自由自在に行っていた。
小学1年生の頃に「ピアニストになりたい」と宣言する。ロック、クラシック、ジャズなどの音楽に熱中し、楽器で遊んでいるうちに音楽理論を身につけ、作曲を行うようになる。
2015年には東京大学と日本財団が進める「異才発掘プロジェクト」第1期ホーム・スカラーに選出される。難易度が高いといわれているニコライ・カプースチンの曲を弾きこなす超絶技巧が評価され国内外で数々の賞を受賞。
2017年にはイギリスのトリニティ・カレッジ・ロンドンの上級認定試験合格と同時に、”Exhibition Award”（奨励賞）受賞、2018年には同大学の”Diploma”（学士資格）を取得。
2019年にはアルバム『Miracle』でCDデビューを果たす。2021年にはフルアルバム『FLYING』をリリースした。
2021年に放送された24時間テレビ44では、さだまさし作詞・作曲のチャリティーソング『歌を歌おう』でピアノを演奏した。また、2020年東京パラリンピックの開会式のクライマックスで使われた楽曲のピアノ演奏を担当した。

## 人物
作曲はほぼ独学で、楽器を使わずにメロディを頭の中で完成させ、譜面に写していくスタイルである。
過去のスケジュールを分単位で記憶したり、一度通った場所の地図、英語の歌詞を暗記するなどの特殊能力の持ち主。また、自由帳には難解な漢字熟語、複雑な計算式、楽譜であふれていた。
思春期に入ると食器の音や街の喧騒、車内放送だけでなくピアノの音にまで聴覚過敏を抱くようになったほか、人の視線などに対する視覚過敏を持っており、15歳のときに行われたプライベートコンサートでは目をほとんど開けられなかったというが、プロの道を進むにつれ過敏を克服していった。

## ディスコグラフィ
アルバム『Miracle』
2019年10月23日発売。
フルアルバム『FLYING』
2021年8月25日発売。

## 書籍
カイルのピアノ紀平凱成よろこびの音：音符があふれだす!発達障害の少年夢への第一歩
著者：高山リョウ
岩崎書店／2019年
カイルが輝く場所へ　発達障害のわが子がピアニストとして羽ばたくまで
著者：紀平由起子（母）
NHK出版／2020年

## 劇伴

### 映画
- 漫才協会 THE MOVIE 舞台の上の懲りない面々（2024年3月1日、KADOKAWA/ミックスゾーン/中京テレビ放送/ミラクルヴォイス[8]）挿入歌作曲・ピアノ